# Philip Bean
Philip Bean (* 24. September 1936) ist ein britischer Kriminologe, der als Professor an der Loughborough University lehrte und forschte. Von 1996 bis 1999 amtierte er als Präsident der British Society of Criminology. Er wurde durch seine Forschungen zum Zusammenhang von Drogen und Kriminalität sowie dem von psychischen Störungen und Kriminalität bekannt.
Von 2000 bis 2006 war er Mitglied der britischem Ärztekammer (General Medical Council), 2006  wurde er an der Loughborough University emeritiert und 2013 zum Gastwissenschaftler an der Universität Cambridge ernannt.

## Schriften (Auswahl)
- Probation and privatisation. Routledge, Taylor & Francis Group, London/New York 2019, ISBN 9780815353973.
- Drugs and crime. 4. Auflage, Routledge, Abingdon 2014, ISBN 9780415657303.
- Legalising drugs. Debates and dilemmas. Policy Press, Bristol 2010, ISBN 9781847423757.
- Madness and crime. Willan Publishing, Cullompton 2008, ISBN 9781843922971.
- Mental disorder and legal control. Cambridge University Press, Cambridge/New York 1986, ISBN 0521302099.
- The social control of drugs. Robertson, London 1974, ISBN 0855200588.